# RCU (Linux)
RCU (für Read-copy-update) ist ein grundlegender Mechanismus im Linux-Kernel, um bei mehreren Prozessen einen Deadlock zu vermeiden.
Der an sich einfache Mechanismus erschien mit der Veröffentlichung der Version 2.6 des Kernels und ist optimiert für Lesesituationen: Ein lesend auf eine Datenstruktur zugreifender Prozess kann nicht von schreibenden Prozessen blockiert werden; schreibende Prozesse tragen aber Sorge, dass nur die vollständige alte oder die vollständige neue Version einer Datenstruktur sichtbar ist. Dazu werden neue Datenstrukturen im Speicher angelegt oder zu ändernde Datenstrukturen in neue Speicherbereiche kopiert und aktualisiert. Erst wenn die neuen Datenstrukturen vollständig vorhanden sind, werden sie durch Umlegen von Zeigern in die bestehende Datenstruktur integriert und die obsolet gewordenen Datenstrukturen dann gelöscht.